# Palmovka Open Park
Palmovka Open Park je komplex kancelářských budov na Palmovce ve čtvrti Libeň na Praze 8, postavený podle projektu studia Aulík Fišer architekti.

## Historie výstavby

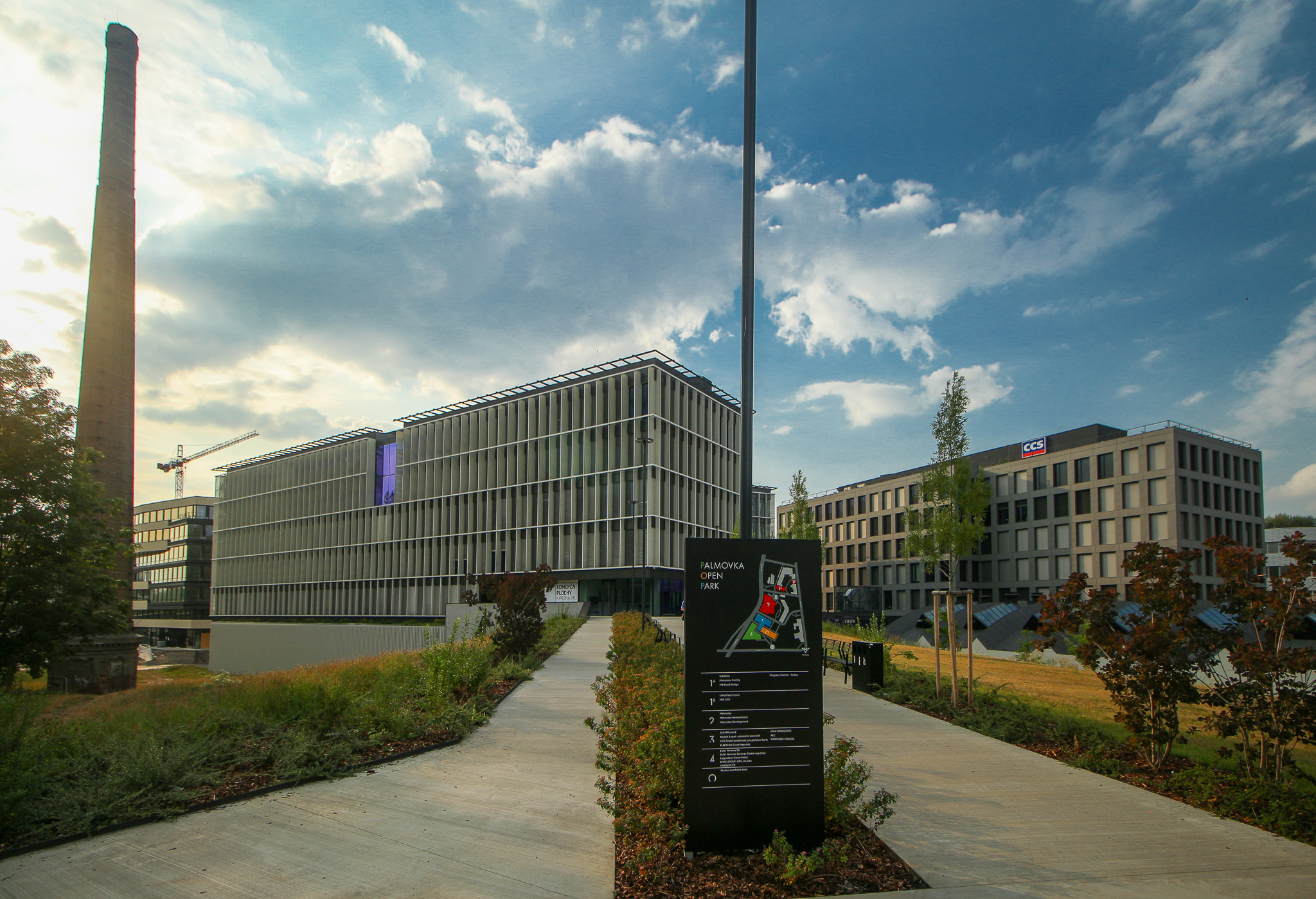
Palmovka Open Park

Investorem výstavby byla společnosti Metrostav, k dokončení došlo na konci roku 2018. V roce 2019 byl areál odkoupen rakouskou společností Immofinanz za 2 miliardy korun. Mezi nájemce k roku 2019 patří herní studio Warhorse, technologická firma Cleverlance a nebo nadnárodní společnosti jako Unilever, Lagardere Travel Retail, Eueler Hermes, CCS nebo kantýna Perfect Canteen.
Skládá se z nových budov Palmovka Open Park 3, Palmovka Open Park 4 a z revitalizované bývalé průmyslové haly z 30. let 20. století – Palmovka Open Park 0. Všechny objekty navazují na budovy Palmovka Park 1 a 2 nacházející se ve stejné lokalitě.
Celková pronajímatelná plocha je přibližně 25 000 metrů čtverečních.